# Anacolosa crassipes
Anacolosa crassipes là một loài thực vật có hoa trong họ Olacaceae. Loài này được Kurz mô tả khoa học đầu tiên năm 1875.